# Мбарек ульд Хабібаллах
Мбареки (Мубарак) ульд Хабібаллах (д/н — 1668) — 4-й імам Держави зуайя в 1665—1668 роках.

## Життєпис
Походив з клану улад-дейман племені лемтуна з берберської конфедерації санхаджа. Син Хабібаллаха ібн Аль-Фаллі. Здобув коранічну освіту. Замолоду приєднався до свого родича Абу Бакра Насир ад-Діна, що став доволі впливовим ісламських проповідником.
Згодом обіймав значні посади в імаматі, але не мав впливу серед військовиків. Тому 1665 року після загибелі імама Каді Усмана рада знаті (джемаа) обирає Мбарека новим імамом, а військо — свого очільника Аль-Фдла ібн Аль-Курі. Для недопущення війни в державі брат останнього — Ібрагім — переконав Аль-Фадла відмовитися від влади. Але той невдовзі залишив імамат, приєднавшись до Адді ульд Ахмеда, шейха мгафра і трарза.
Новий імам намагався продовжити політику попередника. Тому невдовзі почалася нова війна з мгафра і трарза. На чолі війська з 400 вершників вдерся на ворожу територію, де Мбарека оточили. Лише звитязі він з військом зміг врятувати ситуацію.
В результаті супротивник перейшов у наступ, вдершись на землі імамату. У вирішальній битві 1668 року біля криниць Тін Джемарен Мбарек зазнав нищівної поразки, загинувши разом з 2 своїми синами. Новим імамом обрано Мунір ад-Діна.